# Усть-Кизел
Усть-Кизел — упразднённая деревня, располагавшаяся на территории Александровского муниципального округа Пермского края России.

## География
Урочище находится в северо-восточной части края, в предгорьях Среднего Урала, в подзоне средней тайги, на левом берегу реки Вильвы, вблизи места впадения в неё реки Кизел, на расстоянии приблизительно 9 километров (по прямой) к юго-юго-западу от города Александровска, административного центра округа.

### Климат
Климат характеризуется как умеренно континентальный, влажный, с холодной продолжительной снежной зимой и сравнительно коротким тёплым летом. Среднегодовая температура воздуха — −0,5…+0,5 °C. Средняя температура воздуха самого холодного месяца (января) — −16,5 °C (абсолютный минимум — −54 °С), средняя температура самого тёплого (июля) — +16,5 °С (абсолютный максимум — +36,5 °С). Годовое количество атмосферных осадков составляет около 600—800 мм, из которых большая часть выпадает в тёплый период. Снежный покров держится в течение 170—180 дней.

## История
В «Списке населенных мест Российской империи» 1869 года населённый пункт упомянут как деревня Усть-Кизеловская Соликамского уезда (2-го стана) Пермской губернии, при речке Вильве, расположенная в 116,5 верстах от уездного города. В деревне насчитывалось 11 дворов и проживало 90 человек (40 мужчин и 50 женщин).
В 1908 году в деревне Усть-Кизел, относящейся к Кыжьинскому обществу Кизеловской волости Соликамского уезда, имелось 4 дворов и проживало 22 человека (10 мужчин и 12 женщин). В этноконфессиональном составе населения того периода преобладали русские православного вероисповедания.
По данным переписи 1926 года имелось 4 хозяйства и проживало 25 человек (12 мужчин и 13 женщин), русских по национальности. В административном отношении входила в состав Маловильвенского сельсовета Соликамского района Верхне-Камского округа Уральской области.
Упразднена не позднее 1963 года.